# 2727 Патон
2727 Патон (2727 Paton) — астероїд головного поясу, відкритий 22 вересня 1979 року.
Тіссеранів параметр щодо Юпітера — 3,400.